# Reggina Calcio 1993-1994
Questa pagina raccoglie tutte le informazioni sulla Reggina nella stagione 1993-1994.

## Stagione
La squadra, allenata da Enzo Ferrari, ha concluso la stagione al secondo posto in classifica, non riuscendo tuttavia a superare i play-off per la promozione in Serie B.
La media spettatori fu di circa 3500 presenze, mentre gli abbonati furono 1200.

## Divise e sponsor
Il fornitore tecnico è Devis.
Lo sponsor ufficiale è Eurockeller clima/caldaie che compare sulle maglie in occasione della gara Reggina-Potenza (prima volta della Reggina in diretta su Tele+) del 16 gennaio 1994.
| Casa | Trasferta |

## Rosa
| N. |                   | Ruolo | Calciatore        |
| -- | ----------------- | ----- | ----------------- |
| -  | Italia (bandiera) | P     | Sandro Merlo      |
| -  | Italia (bandiera) | P     | Giancarlo De Clò  |
| -  | Italia (bandiera) | P     | Cesare Morciano   |
| -  | Italia (bandiera) | D     | Massimo Borriello |
| -  | Italia (bandiera) | D     | Roberto Cevoli    |
| -  | Italia (bandiera) | D     | Marcello Ferrara  |
| -  | Italia (bandiera) | D     | Simone Giacchetta |
| -  | Italia (bandiera) | D     | Carmelino Gioffrè |
| -  | Italia (bandiera) | D     | Salvatore Lanna   |
| -  | Italia (bandiera) | D     | Carmelo Parpiglia |
| -  | Italia (bandiera) | D     | Maurizio Poli     |
| -  | Italia (bandiera) | D     | Maurizio Vincioni |

| N. |                   | Ruolo | Calciatore           |
| -- | ----------------- | ----- | -------------------- |
| -  | Italia (bandiera) | C     | Marco Carrara        |
| -  | Italia (bandiera) | C     | Gaetano Fontana      |
| -  | Italia (bandiera) | C     | Andrea Vascotto      |
| -  | Italia (bandiera) | C     | Andrea Guernier      |
| -  | Italia (bandiera) | C     | Massimo Mariotto     |
| -  | Italia (bandiera) | C     | Andrea Montinaro     |
| -  | Italia (bandiera) | C     | Nicola Ragagnin      |
| -  | Italia (bandiera) | C     | Domenico Toscano     |
| -  | Italia (bandiera) | A     | Emilio Belmonte      |
| -  | Italia (bandiera) | A     | Paolo Mollica        |
| -  | Italia (bandiera) | A     | Francesco Passiatore |
| -  | Italia (bandiera) | A     | Giovanni Maria Rassu |

## Risultati

### Campionato

#### Girone di andata
| Reggio Calabria 12 settembre 1993 1ª giornata         | Reggina   | 1 – 0 | Ischia Isolaverde | Comunale (3.800 spett.) |
| \| \| \| \| \| 61’ Gaetano Fontana \| Marcatori \| \| |           |       |                   |                         |
|                                                       |           |       |                   |                         |
| 61’ Gaetano Fontana                                   | Marcatori |       |                   |                         |

| Chieti 19 settembre 1993 2ª giornata         | Chieti    | 1 – 0 | Reggina | Guido Angelini (1500 spett.) |
| \| \| \| \| \| 51’ Ortoli \| Marcatori \| \| |           |       |         |                              |
|                                              |           |       |         |                              |
| 51’ Ortoli                                   | Marcatori |       |         |                              |

| Giarre 26 settembre 1993 3ª giornata                 | Giarre    | 0 – 2              | Reggina | Regionale (2.000 spett.) |
| \| \| \| \| \| \| Marcatori \| 31’ Poli Rassu 85’ \| |           |                    |         |                          |
|                                                      |           |                    |         |                          |
|                                                      | Marcatori | 31’ Poli Rassu 85’ |         |                          |

| Reggio Calabria 3 ottobre 1993 4ª giornata                             | Reggina   | 2 – 0 | Salernitana | comunale (6.000 spett.) |
| \| \| \| \| \| 12’ Fontana Francesco Passiatore 37’ \| Marcatori \| \| |           |       |             |                         |
|                                                                        |           |       |             |                         |
| 12’ Fontana Francesco Passiatore 37’                                   | Marcatori |       |             |                         |

| San Benedetto del Tronto 10 ottobre 1993 5ª giornata                               | Sambenedettese | 1 – 3                                | Reggina | Riviera delle Palme (3.000 spett.) |
| \| \| \| \| \| Damiani 47’ \| Marcatori \| 49’ Vincioni Carrara 55’ Gioffrè 81’ \| |                |                                      |         |                                    |
|                                                                                    |                |                                      |         |                                    |
| Damiani 47’                                                                        | Marcatori      | 49’ Vincioni Carrara 55’ Gioffrè 81’ |         |                                    |

| Reggio Calabria 17 ottobre 1993 6ª giornata    | Reggina   | 1 – 0 | Siena | comunale (3.800 spett.) |
| \| \| \| \| \| Mariotto 67’ \| Marcatori \| \| |           |       |       |                         |
|                                                |           |       |       |                         |
| Mariotto 67’                                   | Marcatori |       |       |                         |

| Lentini 24 ottobre 1993 7ª giornata         | Leonzio   | 0 – 1     | Reggina | Angelino Nobile (1000 spett.) |
| \| \| \| \| \| \| Marcatori \| Cevoli 8’ \| |           |           |         |                               |
|                                             |           |           |         |                               |
|                                             | Marcatori | Cevoli 8’ |         |                               |

| Reggio Calabria 31 ottobre 1993 8ª giornata           | Reggina   | 1 – 1   | Perugia | Comunale (5.000 spett.) |
| \| \| \| \| \| Mollica 76’ \| Marcatori \| Savi 5’ \| |           |         |         |                         |
|                                                       |           |         |         |                         |
| Mollica 76’                                           | Marcatori | Savi 5’ |         |                         |

| Matera 7 novembre 1993 9ª giornata | Matera | 0 – 0 | Reggina | XXI Settembre (1.500 spett.) |

| Reggio Calabria 14 novembre 1993 10ª giornata            | Reggina   | 1 – 1      | Lodigiani | Comunale (2.900 spett.) |
| \| \| \| \| \| Fontana 45’ \| Marcatori \| Marino 56’ \| |           |            |           |                         |
|                                                          |           |            |           |                         |
| Fontana 45’                                              | Marcatori | Marino 56’ |           |                         |

| Castellammare di Stabia 21 novembre 1993 11ª giornata | Juventus Stabia | 0 – 0 | Reggina | Romeo Menti (1.500 spett.) |

| Reggio Calabria 28 novembre 1993 12ª giornata | Reggina | 0 – 0 | Avellino | comunale (4.100 spett.) |

| Reggio Calabria 5 dicembre 1993 13ª giornata                               | Reggina   | 2 – 1        | Casarano | Comunale (3.000 spett.) |
| \| \| \| \| \| Passiatore 78’ Belmonte 85’ \| Marcatori \| Cancelli 47’ \| |           |              |          |                         |
|                                                                            |           |              |          |                         |
| Passiatore 78’ Belmonte 85’                                                | Marcatori | Cancelli 47’ |          |                         |

| Nola 12 dicembre 1993 14ª giornata                           | Nola      | 1 – 2                      | Reggina | Comunale (1.100 spett.) |
| \| \| \| \| \| \| Marcatori \| Mollica 24’ Giacchetta 76’ \| |           |                            |         |                         |
|                                                              |           |                            |         |                         |
|                                                              | Marcatori | Mollica 24’ Giacchetta 76’ |         |                         |

| Reggio Calabria 19 dicembre 1993 15ª giornata    | Reggina   | 1 – 0 | Barletta | Comunale (3.700 spett.) |
| \| \| \| \| \| Giacchetta 60’ \| Marcatori \| \| |           |       |          |                         |
|                                                  |           |       |          |                         |
| Giacchetta 60’                                   | Marcatori |       |          |                         |

| Siracusa 24 dicembre 1993 16ª giornata          | Siracusa  | 0 – 1         | Reggina | De SImone (2.200 spett.) |
| \| \| \| \| \| \| Marcatori \| Giacchetta 7’ \| |           |               |         |                          |
|                                                 |           |               |         |                          |
|                                                 | Marcatori | Giacchetta 7’ |         |                          |

| Reggio Calabria 16 gennaio 1994 17ª giornata | Reggina   | 1 – 0 | Invicta Potenza | Comunale (5.000 spett.) |
| \| \| \| \| \| Poli 54’ \| Marcatori \| \|   |           |       |                 |                         |
|                                              |           |       |                 |                         |
| Poli 54’                                     | Marcatori |       |                 |                         |

#### Girone di ritorno
| Ischia 23 gennaio 1994, ore 14:30 18ª giornata            | Ischia Isolaverde | 2 – 0 | Reggina | Enzo Mazzella (1500 spett.) |
| \| \| \| \| \| Di Baia 15’ Di Baia 93’ \| Marcatori \| \| |                   |       |         |                             |
|                                                           |                   |       |         |                             |
| Di Baia 15’ Di Baia 93’                                   | Marcatori         |       |         |                             |

| Reggio Calabria 30 gennaio 1994, ore 14:30 19ª giornata | Reggina   | 1 – 0 | Chieti | Comunale (3.500 spett.) |
| \| \| \| \| \| Piccioni 77’ (Aut.) \| Marcatori \| \|   |           |       |        |                         |
|                                                         |           |       |        |                         |
| Piccioni 77’ (Aut.)                                     | Marcatori |       |        |                         |

| Reggio Calabria 6 febbraio 1994, ore 14:30 20ª giornata     | Reggina   | 2 – 0 | Giarre | comunale (4.000 spett.) |
| \| \| \| \| \| Passiatore 7’ Carrara 10’ \| Marcatori \| \| |           |       |        |                         |
|                                                             |           |       |        |                         |
| Passiatore 7’ Carrara 10’                                   | Marcatori |       |        |                         |

| Salerno 13 febbraio 1994, ore 14:30 21ª giornata | Salernitana | 1 – 0 | Reggina | Arechi (10.000 spett.) |
| \| \| \| \| \| Pisano 13’ \| Marcatori \| \|     |             |       |         |                        |
|                                                  |             |       |         |                        |
| Pisano 13’                                       | Marcatori   |       |         |                        |

| Reggio Calabria 20 febbraio 1994 22ª giornata                                                     | Reggina   | 4 – 1      | Sambenedettese | comunale (3.500 spett.) |
| \| \| \| \| \| Belmonte 22’ Passiatore 28’ Fontana 33’ Belmonte 39’ \| Marcatori \| Manari 84’ \| |           |            |                |                         |
|                                                                                                   |           |            |                |                         |
| Belmonte 22’ Passiatore 28’ Fontana 33’ Belmonte 39’                                              | Marcatori | Manari 84’ |                |                         |

| Siena 6 marzo 1994, ore 14:30 23ª giornata | Siena | 0 – 0 | Reggina | Artemio Franchi (890 spett.) |

| Reggio Calabria 13 marzo 1994, ore 14:30 24ª giornata         | Reggina   | 2 – 0 | Leonzio | Comunale (3.000 spett.) |
| \| \| \| \| \| Parpiglia 7’ Giacchetta 82’ \| Marcatori \| \| |           |       |         |                         |
|                                                               |           |       |         |                         |
| Parpiglia 7’ Giacchetta 82’                                   | Marcatori |       |         |                         |

| Perugia 20 marzo 1994, ore 14:30 25ª giornata          | Perugia   | 2 – 0 | Reggina | Renato Curi (6.000 spett.) |
| \| \| \| \| \| Giunti 7’ Giunti 69’ \| Marcatori \| \| |           |       |         |                            |
|                                                        |           |       |         |                            |
| Giunti 7’ Giunti 69’                                   | Marcatori |       |         |                            |

| Reggio Calabria 27 marzo 1994, ore 14:30 26ª giornata | Reggina | 0 – 0 | Matera | Comunale |

| Roma 10 aprile 1994, ore 14:30 27ª giornata             | Lodigiani | 2 – 0 | Reggina | Stadio Flaminio (500 spett.) |
| \| \| \| \| \| Marino 33’ Ercoli 84’ \| Marcatori \| \| |           |       |         |                              |
|                                                         |           |       |         |                              |
| Marino 33’ Ercoli 84’                                   | Marcatori |       |         |                              |

| Reggio Calabria 17 aprile 1994, ore 14:30 28ª giornata | Reggina   | 1 – 0 | Juventus Stabia | Comunale (3.500 spett.) |
| \| \| \| \| \| Giacchetta 79’ \| Marcatori \| \|       |           |       |                 |                         |
|                                                        |           |       |                 |                         |
| Giacchetta 79’                                         | Marcatori |       |                 |                         |

| Avellino 24 aprile 1994, ore 14:30 29ª giornata | Avellino | 0 – 0 | Reggina | Partenio (3.000 spett.) |

| Casarano 1º maggio 1994, ore 14:30 30ª giornata | Casarano | 0 – 0 | Reggina | Stadio Giuseppe Capozza (1.500 spett.) |

| Reggio Calabria 8 maggio 1994, ore 14:30 31ª giornata                               | Reggina   | 3 – 1      | Nola | Comunale (3.000 spett.) |
| \| \| \| \| \| Parpiglia 20’ Carrara 36’ Mariotto 90’ \| Marcatori \| Casale 58’ \| |           |            |      |                         |
|                                                                                     |           |            |      |                         |
| Parpiglia 20’ Carrara 36’ Mariotto 90’                                              | Marcatori | Casale 58’ |      |                         |

| Barletta 15 maggio 1994, ore 14:30 32ª giornata | Barletta | 0 – 0 | Reggina | Cosimo Putilli (2.500 spett.) |

| Reggio Calabria 22 maggio 1994, ore 14:30 33ª giornata                                                     | Reggina   | 4 – 2                 | Siracusa | comunale (4.000 spett.) |
| \| \| \| \| \| Fontana 9’ Parpiglia 25’ Cincione (Aut.)53 Poli 90 \| Marcatori \| Logarzo 37 Colucci 68 \| |           |                       |          |                         |
| |           |                       |          |                         |
| Fontana 9’ Parpiglia 25’ Cincione (Aut.)53 Poli 90                                                         | Marcatori | Logarzo 37 Colucci 68 |          |                         |

| Potenza 29 maggio 1994, ore 14:30 34ª giornata               | Invicta Potenza | 2 – 0 | Reggina | Alfredo Viviani (2000 spett.) |
| \| \| \| \| \| Baglieri 14’ Ferazzoli 28’ \| Marcatori \| \| |                 |       |         |                               |
|                                                              |                 |       |         |                               |
| Baglieri 14’ Ferazzoli 28’                                   | Marcatori       |       |         |                               |

## Piazzamenti
- Serie C1: 2º posto disputa Play Off promozione.

## Partite Play Off
| Castellammare di Stabia 5 giugno 1994 1994 semifinale play off (andata) | Juventus Stabia | 2 – 0 | Reggina | Romeo Menti (4.000 spett.) |

| Reggio Calabria 12 giugno 1994 semifinale play off (ritorno)                                     | Reggina   | 3 – 2                           | Juventus Stabia | Comunale (9.800 spett.) |
| \| \| \| \| \| Cevoli Mariotto Cevoli d.t.s.’ \| Marcatori \| Righi d.t.s.’ De Simone d.t.s.’ \| |           |                                 |                 |                         |
|                                                                                                  |           |                                 |                 |                         |
| Cevoli Mariotto Cevoli d.t.s.’                                                                   | Marcatori | Righi d.t.s.’ De Simone d.t.s.’ |                 |                         |

## Coppa Italia
| Battipaglia 1993 1ª giornata | Battipagliese | 0 – 1 | Reggina | Luigi Pastena (500 spett.) |

| Castellamare di Stabia 1993 2ª giornata | Juventus Stabia | 2 – 3 | Reggina | Romeo Menti (350 spett.) |

| Reggio Calabria 1993 3ª giornata | Reggina | 2 – 0 | Catanzaro | Comunale (2000 spett.) |

| Reggio Calabria 1993 4ª giornata | Reggina | 1 – 0 | Vigor Lamezia | Comunale (2000 spett.) |

| Pos. | Squadra       | Pt | G | V | N | P | GF | GS | DR |
| ---- | ------------- | -- | - | - | - | - | -- | -- | -- |
| 1.   | Reggina       | 12 | 4 | 4 | 0 | 0 | 7  | 2  | +5 |
| 2.   | Catanzaro     | 7  | 4 | 2 | 1 | 1 | 4  | 3  | +1 |
| 3.   | Juve Stabia   | 4  | 4 | 1 | 1 | 2 | 6  | 5  | +1 |
| 4.   | Battipagliese | 2  | 4 | 0 | 2 | 2 | 3  | 6  | -3 |
| 5.   | Vigor Lamezia | 2  | 4 | 0 | 2 | 2 | 1  | 5  | -4 |

## Coppa Italia sedicesimi
| Licata 1993 1ª giornata | Licata | 1 – 0 | Reggina | Dino Liotta (690 spett.) |

| Reggio Calabria 1993 | Reggina | 0 – 0 | Licata | Comunale (750 spett.) |

### Statistiche dei giocatori
| Giocatore     | Serie C1 | Serie C1 | Serie C1    | Serie C1   | Coppa Italia | Coppa Italia | Coppa Italia | Coppa Italia | Totale   | Totale | Totale      | Totale     |
| Giocatore     | Presenze | Reti     | Ammonizioni | Espulsioni | Presenze     | Reti         | Ammonizioni  | Espulsioni   | Presenze | Reti   | Ammonizioni | Espulsioni |
| ------------- | -------- | -------- | ----------- | ---------- | ------------ | ------------ | ------------ | ------------ | -------- | ------ | ----------- | ---------- |
| S. Merlo      | 31+2     | -14 -4   | -           | 0          | 0            | 0            | 0            | 0            | 33       | -14    | 0           | 0          |
| C. Parpiglia  | 31+2     | 3        | -           | 0          | 0            | 0            | 0            | 0            | 33       | 3      | 0           | 0          |
| M. Poli       | 31+2     | 3        | -           | 0          | 0            | 0            | 0            | 0            | 33       | 3      | 0           | 0          |
| R. Cevoli     | 34+2     | 1+2      | -           | 0          | 0            | 0            | 0            | 0            | 36       | 3      | 0           | 0          |
| M. Carrara    | 33+2     | 3        | -           | 0          | 0            | 0            | 0            | 0            | 35       | 3      | 0           | 0          |
| G. Fontana    | 29+2     | 5        | -           | 0          | 0            | 0            | 0            | 0            | 31       | 5      | 0           | 0          |
| G. Rassu      | 22       | 1        | -           | 0          | 0            | 0            | 0            | 0            | 22       | 1      | 0           | 0          |
| A. Guernier   | 20+2     | 0        | -           | 0          | 0            | 0            | 0            | 0            | 22       | 0      | 0           | 0          |
| A. Montinaro  | 4        | 0        | -           | 0          | 0            | 0            | 0            | 0            | 4        | 0      | 0           | 0          |
| M. Mariotto   | 32+2     | 2+1      | -           | 0          | 0            | 0            | 0            | 0            | 34       | 3      | 0           | 0          |
| . Squillace   | 4        | 0        | -           | 0          | 0            | 0            | 0            | 0            | 4        | 0      | 0           | 0          |
| F. Passiatore | 25+2     | 4        | -           | 0          | 0            | 0            | 0            | 0            | 27       | 4      | 0           | 0          |
| E. Belmonte   | 26+1     | 3        | -           | 0          | 0            | 0            | 0            | 0            | 27       | 3      | 0           | 0          |
| C. Gioffrè    | 22       | 1        | -           | 0          | 0            | 0            | 0            | 0            | 22       | 1      | 0           | 0          |
| P. Mollica    | 18+2     | 2        | -           | 0          | 0            | 0            | 0            | 0            | 20       | 2      | 0           | 0          |
| G. Giacchetta | 33+2     | 5        | -           | 0          | 0            | 0            | 0            | 0            | 35       | 5      | 0           | 0          |
| C. Morciano   | 4        | -3       | -           | 0          | 0            | 0            | 0            | 0            | 4        | -3     | 0           | 0          |
| M. Ferrara    | 1        | 0        | -           | 0          | 0            | 0            | 0            | 0            | 1        | 0      | 0           | 0          |
| A. Vascotto   | 0        | 0        | -           | 0          | 0            | 0            | 0            | 0            | 0        | 0      | 0           | 0          |
| M. Vincioni   | 29+2     | 1        | -           | 0          | 0            | 0            | 0            | 0            | 31       | 1      | 0           | 0          |
| M. Borriello  | 2        | 0        | -           | 0          | 0            | 0            | 0            | 0            | 2        | 0      | 0           | 0          |